# Zadovha, Kozelșciîna
Zadovha (în ucraineană Задовга) este un sat în comuna Lutovînivka din raionul Kozelșciîna, regiunea Poltava, Ucraina.

## Demografie
Componența lingvistică a localității Zadovha
     Ucraineană (98,6%)
     Rusă (1,05%)
     Alte limbi (0,35%)
Conform recensământului din 2001, majoritatea populației localității Zadovha era vorbitoare de ucraineană (98,6%), existând în minoritate și vorbitori de rusă (1,05%).